# Parafia Niepokalanego Poczęcia Najświętszej Maryi Panny w Humniskach
Parafia Niepokalanego Poczęcia Najświętszej Maryi Panny w Humniskach – parafia rzymskokatolicka znajdująca się w archidiecezji przemyskiej, w dekanacie Brzozów.

## Historia
Z powodu zwiększonej liczby wiernych kościół parafialny w Humniskach-Dużej Stronie był za mały, a także z powodu odległości, wierni z Humnisk-Krzyżówki postanowili budować własny kościół. W lutym 1988 roku zaadaptowano prywatny dom na tymczasową kaplicę mszalną i punkt katechetyczny. 23 czerwca 1989 roku dekretem bpa Ignacego Tokarczuka została erygowana parafia z wydzielonego terytorium parafii Humniska. 
W 1990 roku zbudowano murowany kościół, na placu ofiarowanym przez Stanisława i Władysława Bieńczaków, według projektu architektów inż. Romana Gorczycy i inż. Władysława Jagiełły. 11 listopada 1990 roku bp Edward Białogłowski wmurował kamień węgielny. 8 września 1996 roku abp Józef Michalik poświęcił kościół pw. Niepokalanego Poczęcia Najświętszej Maryi Panny. 28 czerwca 2014 abp Józef Michalik dokonał konsekracji kościoła.
Na terenie parafii jest 1700 wiernych w Humniskach (w tym: Mała Strona – 975, Duża Strona (część) –725).
Proboszczowie parafii:
1989– nadal ks. Andrzej Kuś.